# Noruega nos Jogos Olímpicos de Inverno de 1952
A Noruega competiu nos Jogos Olímpicos de Inverno de 1952, realizados em Oslo, Noruega.